# پایل بانی‌خان
پایل بانی‌خان (به انگلیسی: Pail Bane Khan) یک منطقهٔ مسکونی در پاکستان است که در ناحیه جهلم واقع شده‌است.